# Gnathagnus cribratus
Gnathagnus cribratus és una espècie de peix pertanyent a la família dels uranoscòpids.

## Descripció
- Pot arribar a fer 22,7 cm de llargària màxima.[4][5]

## Hàbitat
És un peix marí, demersal i de clima tropical.

## Distribució geogràfica
Es troba a l'Índic oriental: Austràlia.

## Observacions
És inofensiu per als humans.